# Station Polegate
Polegate is een spoorwegstation van National Rail in Polegate, Wealden in Engeland. Het station is eigendom van Network Rail en wordt beheerd door Southern. 